# Hendrick van Balen mladší
Hendrick van Balen mladší (1623, Antverpy – 1661, Antverpy) byl vlámský malíř.

## Životopis
Narodil se jako syn vlámského barokního malíře Hendricka van Balena a Margriet Brierové (či „de Brier“). Manželé měli celkem jedenáct dětí, z nichž tři se staly malíři: Jan van Balen, Gaspard van Balen a Hendrick. Jeho sestra Maria se provdala za malíře Theodoora van Thuldena. Malovat se učil u svého bratra Jana a krajináře Jana Wildense. V letech 1631-1640 se stal mistrem antverpského cechu Svatého Lukáše.
Mnoho cestoval. V letech 1645 až 1648 žil v Tours, v lednu 1653 byl v Římě a v listopadu téhož roku v Janově. Do roku 1661 žil ve Francii a krátce před svou smrtí se vrátil domů do Antverp. Zdá se, že měl potíže uživit se svým uměním a musel se spoléhat na finanční podporu svého bratra Jana a švagra Theodoora van Thuldena, pokud jde o jeho životní náklady v Itálii. Zanechal po sobě značné dluhy.

## Dílo
Hendrick van Balen mladší maloval hlavně obrazy s historickými tématy. Stejně jako jeho otec pravidelně spolupracoval s Janem Brueghelem mladším.